# Sportovní střelba

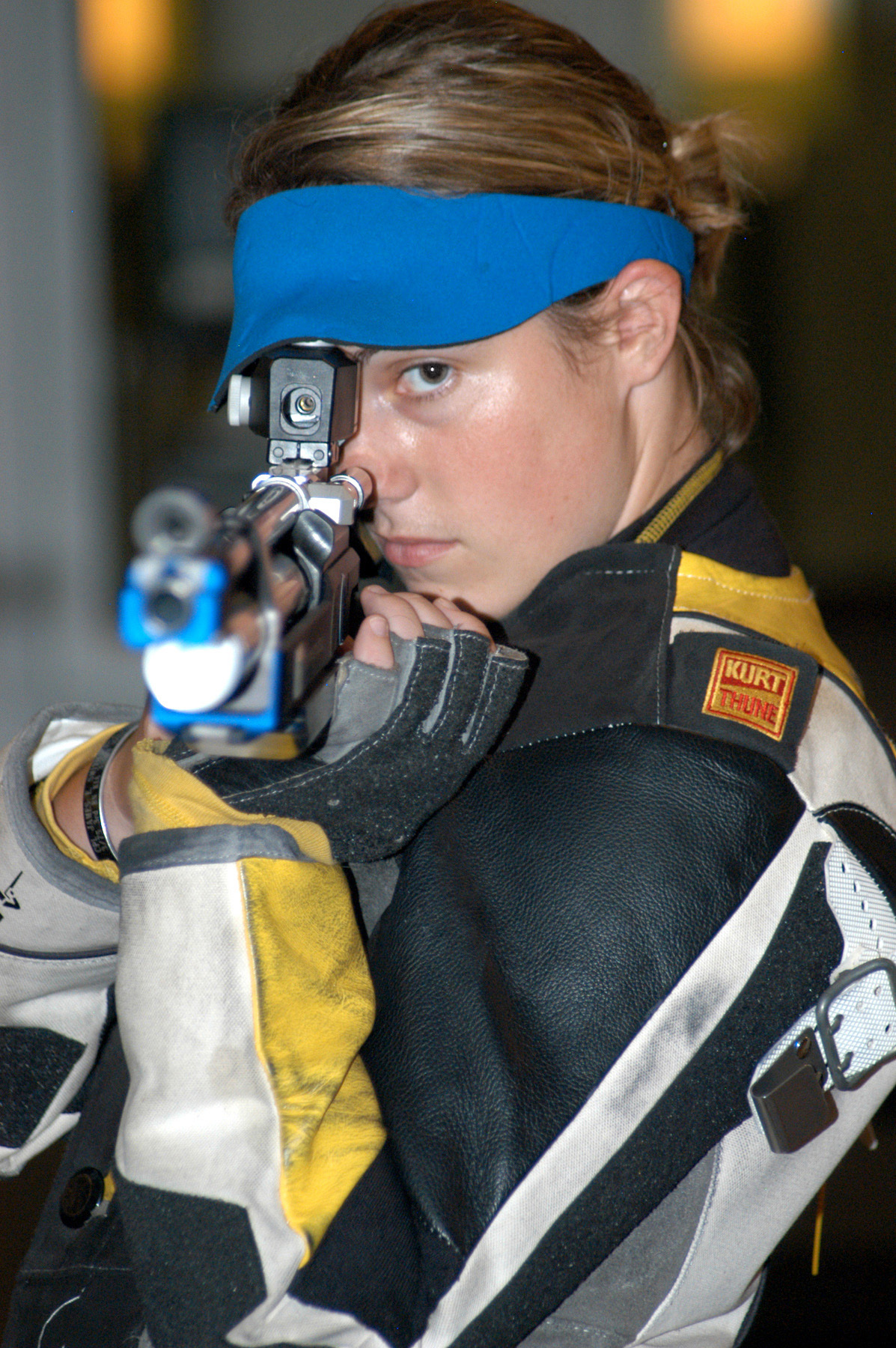
Hattie Johnsonová, americká sportovní střelkyně na LOH v Athénách

Sportovní střelba je sportovní odvětví zahrnující více disciplín, při kterých se sportovec snaží výstřelem ze střelné zbraně zasáhnout co nejpřesněji cíl. Pro úspěch je rozhodující přesnost, u některých disciplín v kombinaci s rychlostí. Některé střelecké disciplíny jsou zařazené do programu olympijských her.
Kromě individuálních disciplín je sportovní střelba také součástí několika víceodvětvových sportů – moderního pětiboje a biatlonu.

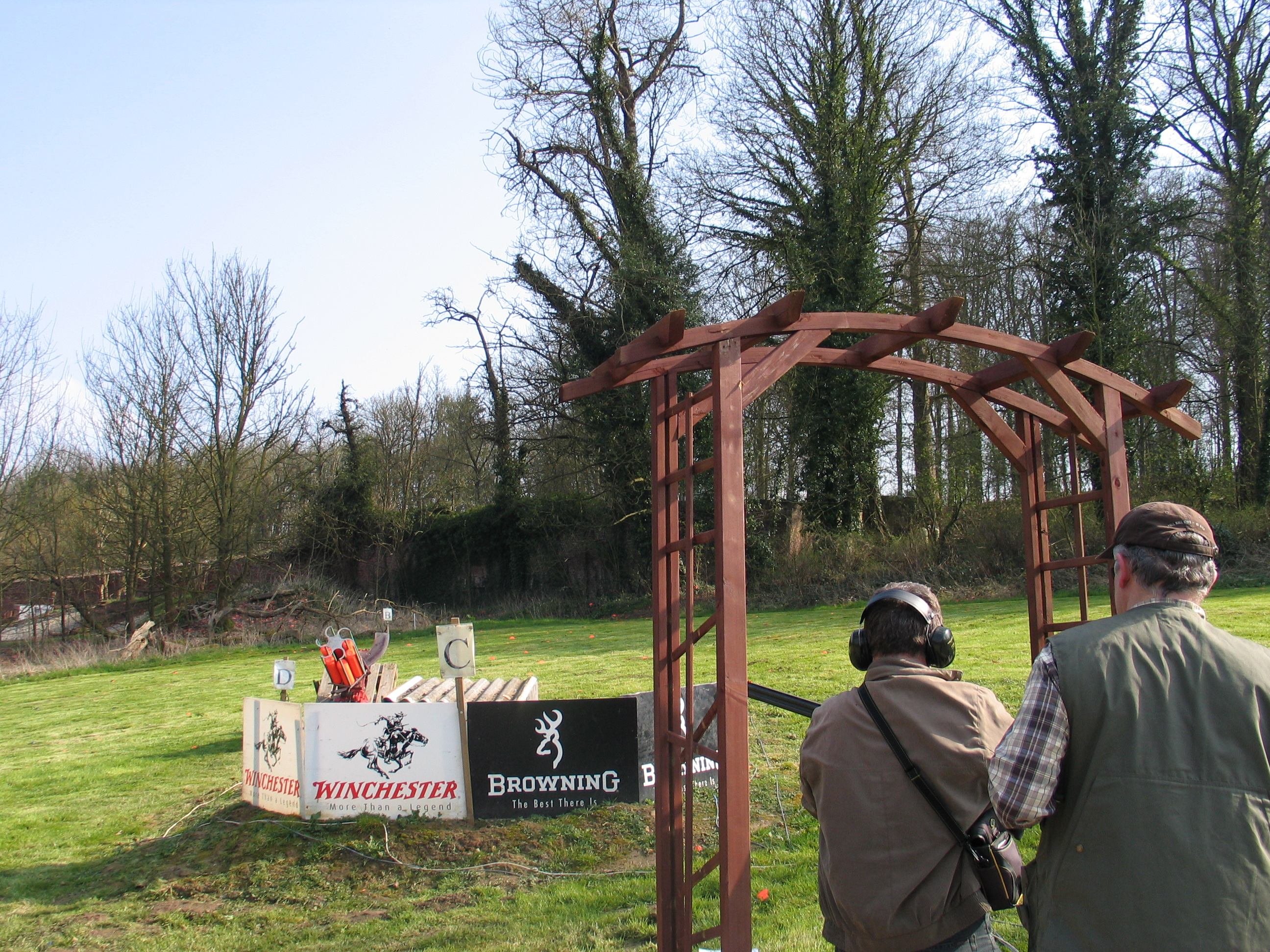
Brokový střelec při disciplíně parcour

## Disciplíny
PUŠKA
- Vzduchová puška na 10 metrů 40 ran – dorostenci, dorostenky, (do roku 2017 ženy, juniorky); 60 ran – muži, junioři, od roku 2018 ženy, juniorky
- Malorážka na 50 metrů v leže 60 ran muži, ženy, junioři, juniorky, dorostenci, dorostenky
- Malorážka na 50 metrů – 3 polohy v leže, ve stoje, v kleče; 3 x 20 – dorostenci, dorostenky, (do roku 2017 ženy, juniorky); 3 x 40 – muži, junioři, od roku 2018 ženy, juniorky

PISTOLE
- Vzduchová pistole na 10 metrů 40 ran – dorostenci, dorostenky, (do roku 2017 ženy, juniorky); 60 ran – muži, junioři, od roku 2018 ženy, juniorky
- Rychlopalná pistole na 25 metrů – muži, junioři, dorostenci
- Sportovní pistole 30+30 na 25 metrů (dvě části: pevný terč, otočný terč) – mezinárodně ženy, juniorky; národní disciplína muži, junioři, dorostenci, dorostenky
- Rychlopalná pistole na 25 metrů (dvě části: obě části stejné – 2x pětiranné série za 8s, za 6s a za 4s) – muži, junioři
- Libovolná pistole na 50 metrů (muži)

BROKY
- Skeet
- Trap
- Double trap (muži)

LUK
- Lukostřelba

NEOLYMPIJSKÉ
- IPSC – praktická střelba
- LOS – lidová obranná střelba
- HFT  – Hunter Field Target , outdoorová střelba ze VZPU ( max 16,2 J) na kovové siluety

KONFRONTAČNÍ STŘELECKÉ SPORTY
- Paintball
- Airsoft
- Laser game